# Кардиоида
Кардиоида (од грч. καρδία-срце и грч. εἶδος-облик ) је крива, коју исцртава тачка на кружници, која се котрља без клизања око друге кружнице истога полупречника. Кардиоида је специјални случај епициклоиде када су обе кружнице истога полупречника.

## Једначине
У случају да се исходиште координатнога система постави на десни дијаметар непокретне кружнице то је управо на месту где се види шиљак кардиоиде. Тада кардиоида може да се представи помоћу параметарских једначина:
{\displaystyle x=a\cos t(1+\cos t)}
{\displaystyle y=a\sin t(1+\cos t)}
У поларним координатама облик је:
{\displaystyle r=a(1-\cos \varphi )}
У Декартовом систему облик је:
{\displaystyle (x^{2}+y^{2})^{2}-2ax(x^{2}+y^{2})-a^{2}y^{2}\,=\,0} или
{\displaystyle (x^{2}+y^{2}-ax)^{2}=a^{2}(x^{2}+y^{2})\,}

## Својства
- Кардиоида је алгебарска крива четвртога реда.
- Има само један шиљак
- Дужина једнога крака кардиоиде задане формулом {\displaystyle r=a(1-\cos \varphi )} дата је са:

{\displaystyle l={8a}}.
Доказ:
{\displaystyle x(\theta )=\rho (\theta )cos(\theta )}
{\displaystyle y(\theta )=\rho (\theta )sin(\theta )}
{\displaystyle \int ||{\dot {\gamma }}(\theta )||d\theta =\int _{0}^{2\pi }{\sqrt {{\dot {x}}^{2}+{\dot {y}}^{2}}}d\theta }, па онда следи:
{\displaystyle {\sqrt {2}}a\int _{0}^{2\pi }{\sqrt {1+cos\theta }}d\theta =2a\int _{0}^{2\pi }|cos{\frac {\theta }{2}}|d\theta =8a\left[sin{\frac {\theta }{2}}\right]_{0}^{\pi }=8a}
- Површина једнога дела кардиоиде је:

{\displaystyle S={3 \over 2}\pi a^{2}}.
Доказ:
{\displaystyle \int dxdy=\int \rho d\rho d\theta }
{\displaystyle {\frac {1}{2}}\int _{0}^{2\pi }\rho ^{2}d\theta ={\frac {1}{2}}a^{2}\int _{0}^{2\pi }(1-cos\theta )^{2}d\theta ={\frac {3}{2}}a^{2}\pi }

## Оптика
У оптици се кардиоида добија приликом рефлексије на површини кружнога облика.